# Dąbrówka Szczepanowska
Dąbrówka Szczepanowska – wieś w Polsce, położona w województwie małopolskim, w powiecie tarnowskim, w gminie Pleśna.
W latach 1975–1998 wieś administracyjnie należała do województwa tarnowskiego.

## Integralne części wsi
| SIMC    | Nazwa      | Rodzaj    |
| ------- | ---------- | --------- |
| 0826616 | Basowy     | część wsi |
| 0826622 | Bochnia    | część wsi |
| 0826639 | Chełm      | część wsi |
| 0826645 | Doły       | część wsi |
| 0826651 | Działy     | część wsi |
| 0826668 | Jaroszówka | część wsi |
| 0826674 | Lubcza     | część wsi |
| 1051360 | Olszówki   | część wsi |
| 0826680 | Praskówka  | część wsi |
| 0826697 | Radlanki   | część wsi |
| 0826705 | Skała      | część wsi |

## Turystyka
Na początku grudnia 2018 otwarto we wsi 16-metrową, drewnianą wieżę widokową. Stanęła ona na wzgórzu zwanym Golgota (395 m n.p.m.) tuż obok szkoły podstawowej i boiska. Budowę sfinansowano dzięki wsparciu środków Unii Europejskiej w ramach projektu Tarnowskiej Organizacji Turystycznej. Koszt całej inwestycji to około 900 tysięcy złotych. Z pięciu kondygnacji (najwyższa 10,8 m nad ziemią) rozpościera się widok na Tarnów, Wojnicz, dolinę i zakole Dunajca, wzgórza Beskidu Wyspowego, a nawet odległe Tatry. Wieża jest oświetlona nocą.

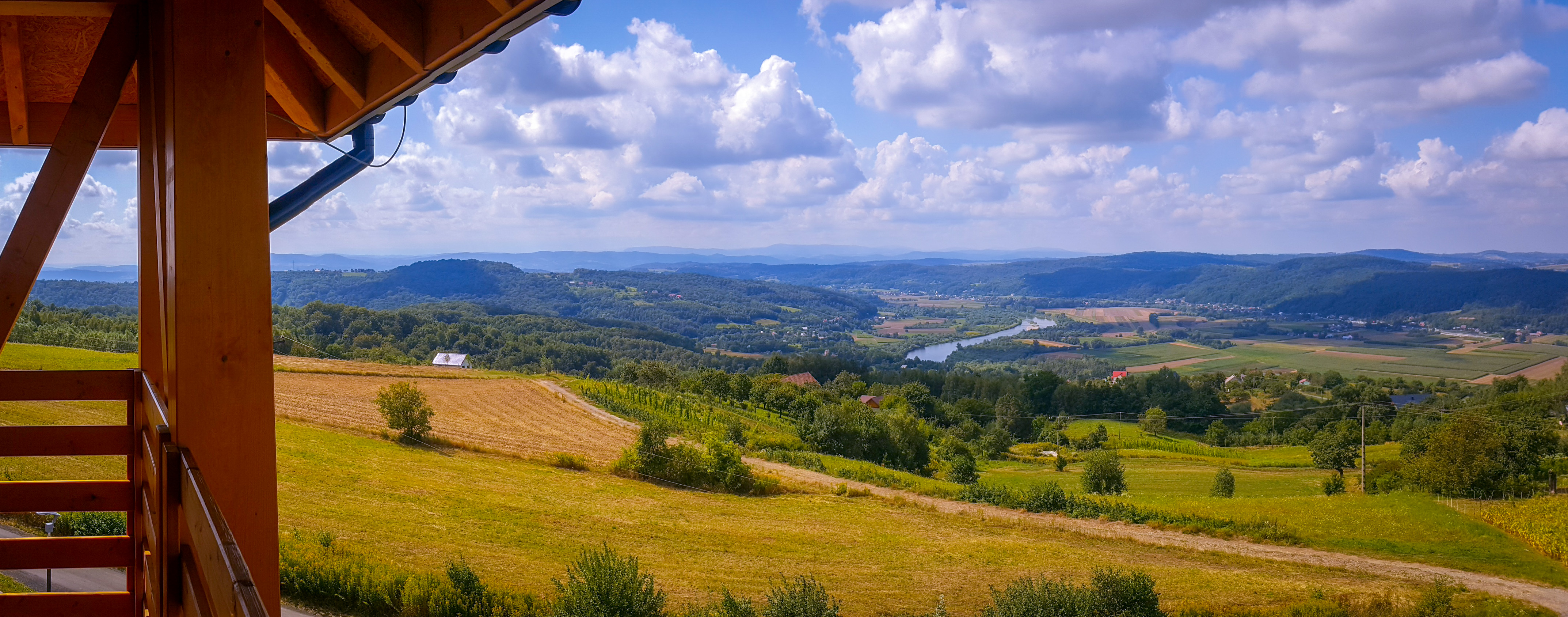
Dolina Dunajca i Pogórze Karpackie widziane z wieży widokowej w Dąbrówce Szczepanowskiej

Na przełomie 2022 i 2023 pracownikowi Instytutu Botaniki PAN Łukaszowi Wilkowi i jego bratu udało się odnaleźć na terenie miejscowości najwyższe liściaste drzewo w Polsce. Jest to buk mierzący 48,6 m wysokości.
"Tym samym buk z Dąbrówki Szczepanowskiej okazał się najwyższym znanym drzewem liściastym w Polsce, ustępującym w obrębie gatunku wysokością jedynie trzem z pomierzonych okazów na świecie!" - jak podają odkrywcy.

## Związani
- Urszula Gacek – posłanka do PE VI kadencji, Stały przedstawiciel RP przy Radzie Europy, Konsul generalny RP w Nowym Jorku, mieszkanka Dąbrówki Szczepanowskiej[10][11].
- Elżbieta Bąkowska – poetka pochodząca z Dąbrówki Szczepanowskiej, mieszkająca od lat we Wrocławiu. Należy do Stowarzyszenia: Instytut Twórców i Animatorów Kultury, Historii i Literatury[12].